# Francesco Mantica (Kardinal, 1727)
Francesco Mantica (* 14. September 1727 in Rom; † 13. April 1802 ebenda) war ein italienischer Kardinal.

## Leben
Francesco Mantica stammte aus einer Adelsfamilie geboren. Er wurde 1758 der erste Kammerherr von Papst Clemens XIII. und Prälat. Er war ferner als Nachfolger von Guglielmo Pallotta zwischen 1785 und 1802 Präfekt der Kongregation für Wege, Brücken und Gewässer (Congregatio pro viis pontibus et acquis curandis), die durch die Apostolische Konstitution Immensa Aeterni Dei vom 22. Januar 1588 durch Papst Sixtus V. geschaffen wurde und bis 1870 bestand.
Am 23. Februar 1801 erfolgte durch Papst Pius VII. die Kreierung von Francesco Mantica zum Kardinal. Zugleich übernahm er am 23. Februar 1801 die bereits seit 1762 vakante Funktion als Kardinalpriester von Santa Prisca und bekleidete diese bis zu seinem Tode vierzehn Monate später.

## Weblink
- Eintrag zu Francesco Mantica auf catholic-hierarchy.org; abgerufen am 7. Januar 2020.